# Redoute Moncado
De redoute Moncado was een versterking die in 1634 door de Spaansgezinden werd aangelegd op de schorren die zich bevonden ten westen van Fort Ferdinandus, gelegen ten oosten van Axel. Ze diende om, samen met de Linie van Communicatie tussen Hulst en Sas van Gent, het achterland te beschermen tegen Staatse aanvallen vanuit het Land van Axel.
De redoute, die in 1645 in Staatse handen kwam en toen geen militaire betekenis meer had, verdween in de golven in 1672, toen het gebied werd geïnundeerd om aldus de Fransen trachten tegen te houden. Van het fort is niets meer overgebleven.
De redoute werd vernoemd naar Francisco de Moncada, sinds 1632 opperbevelhebber van de Spaanse strijdkrachten in de Nederlanden.
In de Beoosten en bewesten Blijpolder bevindt zich een boerderij met de naam Mon Cadeau. Deze verbasterde naam is het enige dat nog aan de redoute herinnert.